# Solvang Kirke
Solvang Kirke ligger på Remisevej på Vestamager. Kirkens nærmeste naboer er Dyvekeskolen og Solvang Centret (tidligere Urbancentret) og boligbyggerierne Dyvekevænget og Remisevænget ("Urbanplanen").
Kirken er indviet i 1976, tegnet af arkitekt Holger Jensen, og er blevet renoveret udvendig i 1998-99 og indvendig i 2003-05.
Selve kirkerummet er ret lille, men udvides om søndagen med den tilstødende menighedssal, for her kommer ret mange kirkegængere. Foruden kirkerum og menighedssal rummer bygningen kontorer og to store konfirmandstuer.
I sommeren 2003 fik kirkerummet nyt indre. Væggene blev filset og malet hvide. Der kom ny belysning, som er sat i stråler fra korset over alteret. Disse ændringer har givet et meget lyst rum, hvor den syvarmede lysestage på bagvæggen fremtræder meget tydeligt.

## Eksterne kilder og henvisninger
- Wikimedia Commons har flere filer relateret til Solvang Kirke
- Solvang Kirke hos KortTilKirken.dk